# 준국가
준국가(quasi-state) 또는 원시 국가(protostate)는 국가와 유사한 통치 체계를 갖추었으나 정식 국가나 사실상 국가에 이르지 않은 집단이다.
원시시대에 국가 형성 이전 집단, 신성 로마 제국의 구성 집단, 분리주의 집단이나 군벌, 대부분 러시아의 공화국이나 스코틀랜드 같이 합법적으로 자치권을 획득한 집단 등이 있다.